# Habitatge a la plaça Rafael de Casanova, 1 (el Papiol)
L'Habitatge a la plaça Rafael de Casanova, 1 és una obra noucentista del Papiol (Baix Llobregat) inclosa a l'Inventari del Patrimoni Arquitectònic de Catalunya.

## Descripció
Habitatge de grans dimensions situat en una cantonada, estructurat en planta baixa i quatre pisos superiors, de planta força complex. Hi ha un gran nombre d'obertures, totes elles allindades. La façana és arrebossada amb un esgrafiat d'un rellotge de sol a una de les façanes. El cos oest és força interessant, conserva les reixes de ferro forjat originals i una cornissa amb imbricacions de teula àrab. A la façana sud hi ha el coronament de l'edifici. La coberta és a quatre aigües de teula àrab.

## Història
L'edifici fou construït a principis del segle xx; durant els 40 es feren tota una sèrie de reformes, moment en què es fa el rellotge de sol de la façana sud.